# Bataille de Morton's Ford
Guerre de Sécession
Batailles
Théâtre oriental
- Virginie-occidentale
- Manassas
  - 1re Bull Run
- 1re Virginie septentrionale
- Burnside Expedition
- Péninsule
- Sept Jours
  - Gaines's Mill
  - Malvern Hill
- 1re Shenandoah valley
- 2de Virginie septentrionale
  - 2de Bull Run
- Maryland
  - Antietam
- Fredericksburg
- Tidewater
- Chancellorsville
  - Chancellorsville
- Pennsylvanie
  - Gettysburg
- Bristoe
- Mine Run
- Campagne terrestre
  - Wilderness
  - Spotsylvania
  - Cold Harbor
- Bermuda Hundred
- 2de Shenandoah valley
  - Opequon
  - Cedar Creek
- Petersburg
- 1re Wilmington
- 2de Wilmington
- Appomattox
  - 3e Petersburg
  - Sayler's Creek
  - Appomattox C.H.

Théâtre occidental
- East Kentucky
- Shiloh
  - Fort Henry
  - Fort Donelson
  - Shiloh
- Kentucky
- Raid de Newburgh
  - Perryville
- Stones River
  - Murfreesboro
- Vicksburg
  - Champion Hill
  - Vicksburg
- Raid de Morgan
- Raid de Hines
- Tullahoma
- Chickamauga
- Chattanooga
- Knoxville
- Raid Forrest
- Atlanta
- Franklin-Nashville
- Savannah
- Carolines
  - Bentonville
- Raid de Wilson

Théâtre Trans-Mississippi
- Arizona confédéré
  - 1re Messilla
- Missouri
  - Wilson's Creek
- Territoire indien
- Trail of Blood on Ice
- Nouveau-Mexique
- Boston Mountains
- Pea Ridge
- 1re Texas
- Little Rock
- 2de Texas
- Camden
- Red River
- Raid de Price
- Palmito Ranch

Théâtre du bas littoral et approche du golfe
- Fort Sumter
- Blocus de l'Union
- 1re Bayou Teche
- Mississippi valley
  - Port Hudson
- Charleston
- 2de Bayou Teche
- Mobile Bay
- Mobile

La bataille de Morton's Ford est une bataille de la guerre de Sécession qui s'est déroulée les 6 et 7 février 1864.
Pour détourner l'attention du raid d'infanterie et de cavalerie planifié dans la péninsule de Virginie sur Richmond, l'armée du Potomac de l'Union force plusieurs passage sur la rivière Rapidan le 6 février 1864. Les unités du II corps commandées par le major général John C. Caldwell traversent à Morton's Ford, le I corps à Raccoon Ford, et la cavalerie de l'Union à Robertson's Ford. Le corps de l'armée de Virginie du Nord du lieutenant général confédéré Richard S. Ewell résiste aux traversées, avec des combats sporadiques et un combat plus sérieux à Morton's Ford. Le 7 février 1864, les attaques calent, et l'armée de l'Union retraite pendant la nuit, le sort de la bataille étant indécis.

## Contexte

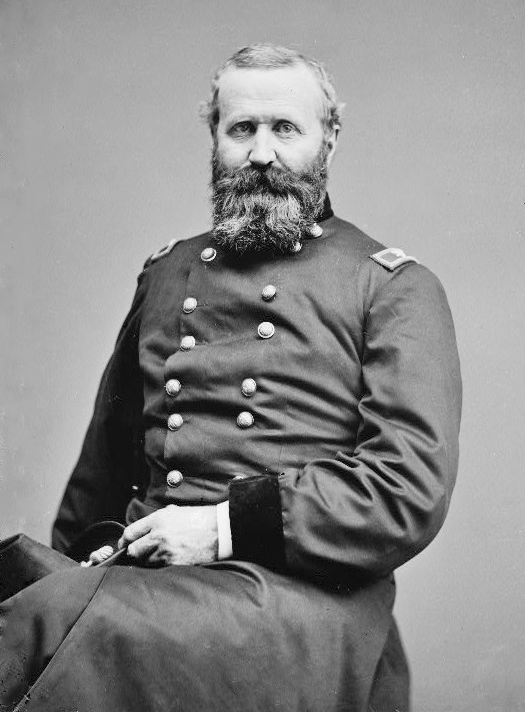
Alexander Hays

Le major général de l'Union Benjamin Butler commandant l'armée de la James au fort Monroe apprend que le général Robert E. Lee a détaché une petite partie de l'armée de Virginie du Nord en Caroline du Nord. Convaincu que Lee a envoyé un plus grand détachement qu'il ne l'a fait en réalité, Butler est persuadé qu'une attaque de l'armée du Potomac forcera Lee à utiliser des troupes en provenance des défenses de Richmond pour repousser l'attaque. Le major général John Sedgwick, commandant temporairement l'armée du Potomac, déclare que Lee a détaché moins d'hommes que ne le pense Butler et que les routes locales et le temps sont trop mauvais pour une attaque hivernale. Néanmoins, le secrétaire à la guerre Edwin M. Stanton et le général en chef Henry W. Halleck écartent ses objections et lui ordonne de lancer l'attaque le 2 février 1864.
La démonstration aura lieu près de Morton's Ford, à proximité d'une courbe de la rivière Rapidan qui forme une bande de terre d'un kilomètre six cents. La division du major général Edward Johnson du second corps de Richard Ewell a creusé une série de retranchements à la base de la courbe. Le II corps de l'Union, temporairement sous les ordres de John C. Caldwell en raison de la maladie de Gouverneur K. Warren, marchera vers Morton's Ford, avec le I corps passant à proximité de Racoon Ford à l'ouest et la cavalerie traversant à Robertson's Ford.

## Bataille
Le II corps atteint le gué vers 9 h 30 du matin ; trouvant une ligne de piquets le long de la rive, le brigadier général Alexander Hays commandant la 3e division ordonne à 300 hommes de la 1re brigade du brigadier général Joshua Owen derrière la rivière de repousser les piquets. Il y parviennent facilement, avec la capture de trente hommes de la Stonewall Brigade sans aucune perte du côté de l'Union. Le reste de la brigade d'Owen traverse la rivière mais rencontre un feu d'artillerie soutenu. Johnson met en place une brigade et des parties de deux autres brigades, avec un supplément d'artillerie. À 12 heures 30, Hays reçoit la permission de Caldwell d'acheminer le reste de la division au-delà du gué, ce qui prend deux heures, pendant que Caldwell positionne l'artillerie de l'Union sur les hauteurs au nord de la rivière ; pendant ce temps Johnson continue de recevoir des renforts.
Warren entend le combat difficile à Morton's Ford à la mi-journée et part immédiatement à cheval vers le front. À 15 heures, il arrive au gué et, décidant que la position est trop précaire pour être tenue, il ordonne à la division de Hays de retraiter après la tombée de la nuit.
Cependant, Johnson lance une attaque d'infanterie juste au crépuscule. Le flanc droit de Hays commence à flancher et une contre-attaque de trois régiments permet de contenir les confédérés. À ce moment, la division d'Alexander S. Webb pour soutenir Hays, jusqu'à ce qu'il soit décidé de retirer les deux divisions à 20 heures.

## Conséquences
Les deux divisions ont retraversé la Rapidan à deux heures du matin, avec les confédérés réoccupant les retranchements immédiatement après. Les pertes de l'Union s'élèvent à 262 hommes, tandis que les confédérés en perdent soixante. En raison d'un déserteur de l'Union qui révèle les plans de l'Union aux confédérés, Butler ne mène jamais une attaque sur Richmond, pendant que Lee ne demandera jamais de renforts de la ville. Le I corps ne réussit pas à traverser la rivière, ne parvenant jamais à s'approcher à moins de 2,4 km de Raccoon Ford.
Après la bataille, Hays est accusé d'avoir été ivre pendant la bataille et d'avoir agi irrationnellement. Néanmoins, beaucoup d'officiers de sa division attestent que Hays était sobre tout au long de l'engagement. Toutes les accusations concernant l'ivresse de Hays à Morton's Ford proviennent du 14th Connecticut (en), qui a subi pratiquement la moitié des pertes de l'Union lors de la bataille et peut avoir engendré un ressentiment à son encontre à cause de cela.